# Kieselhausen
Kieselhausen ist eine Wüstung westlich der Stadt Sangerhausen am Fluss Gonna in Sachsen-Anhalt.

## Geschichte
In einem zwischen 881 und 899 entstandenen Verzeichnis des Zehnten des Klosters Hersfeld (Hersfelder Zehntverzeichnis) wird Kieselhausen als zehntpflichtiger Ort Gisilhus im Friesenfeld erstmals urkundlich erwähnt. 
Koordinaten: 51° 28′ 2″ N, 11° 16′ 18″ O